# Club Deportivo Excelsior
O Club Social Deportivo Excelsior,  é  um clube chileno de voleibol indoor feminino e masculino da cidade de Santiago. Atualmente disputa a Liga A1 (F)/Liga A1 (M), foi fundado em12 de setembro de  2000.

## Resultados obtidos nas principais competições

### Títulos conquistados
Campeonato Sul-Americano de Clubes (F)
 Campeonato Sul-Americano de Clubes (M)
Campeonato Chileno (M)
- Campeão: 2021
- Terceiro posto:2014 e 2018
- Quarto posto:2017

Campeonato Chileno (F)
- Vice-campeão: 218
- Quarto posto:2016

Super 4 Nacional